# Parthenophilie
Parthenophilie (altgr. παρθένος parthénos „Jungfrau“ und -philie) beschreibt das erotisch-sexuelle Interesse Erwachsener an pubertären Mädchen. 
Diese Neigung ist aus sexualwissenschaftlicher Sicht von der Pädophilie abzugrenzen, bei der sich das begehrte Objekt im präpubertären Stadium befindet. Der Begriff „Parthenophilie“ wurde lange Zeit nur sehr selten verwendet, gewinnt aber mit der Beschäftigung um den Themenbereich sexueller Missbrauch und der damit einhergehenden genaueren Differenzierung wieder an Bedeutung.
Der Begriff wurde von Magnus Hirschfeld geprägt und erschien erstmals 1906 in dessen Werk Vom Wesen der Liebe. Er wird dort dem Begriff Ephebophilie beigestellt, welcher das erotisch-sexuelle Interesse an pubertierenden Jungen ausdrückt. In seinem Werk Die Homosexualität des Mannes und des Weibes aus dem Jahre 1914 stellt Hirschfeld ein ganzes Begriffssystem vor und beschreibt das Alter vom Beginn bis zum Abschluss der körperlichen Reifung. Beier, Bosinski und Loewit beschreiben unter Differenzialtypologie dissexuellen Verhaltens einen Altersbereich von etwa zwölf bis 17 Jahren, wobei sich die weiblichen Kinder und Jugendlichen bereits mindestens in der ersten Phase der körperlichen Sexualentwicklung (beginnende Schambehaarung) befinden. Sie merken ebenfalls an, dass auch ältere junge Frauen attraktiv sein können, sofern sie dem jugendlichen Typus entsprechen, sowie auch Mädchen, die bereits mit elf oder zwölf Jahren in die Pubertät eintreten. Im Gegensatz zur Pädophilie „handelt es sich um eine sexualbiologisch erwartbare Reaktion, die demzufolge nicht als Störung der sexuellen Präferenz [...] kategorisiert wird.“